# Takeshi Kaneshiro
Takeshi Kaneshiro (金城武?, Kaneshiro Takeshi, Hanyu Pinyin: Jīnchéng Wŭ; Taipei, 11 ottobre 1973) è un attore, cantante e doppiatore giapponese con cittadinanza taiwanese, nato da madre taiwanese e padre giapponese.

## Biografia
Ha iniziato molto giovane a lavorare nel mondo dello spettacolo, fra serie televisive (come Tian xia, 1988) e spot pubblicitari, dopo essersi diplomato alla Taipei American High School. Ha debuttato come attore nel 1993 con Xian dai hao xia zhuan, ma è solo nell'anno successivo che Kaneshiro si è imposto all'attenzione del mondo cinematografico. Il famoso regista Wong Kar-wai l'ha scelto infatti per il ruolo dell'agente He Zhiwu nel film Hong Kong Express (Chung hing sam lam), titolo che ha riscosso un particolare successo anche nel mondo occidentale. Lo stesso regista si è convinto a scritturarlo di nuovo per il suo Angeli perduti (Duo luo tian shi) (1995). L'anno dopo Kaneshiro è stato inserito nel cast del film Forever Friends insieme a Nicky Wu, Alec Su, Jimmy Lin.  Nel 1998 ha partecipato al film Misty di Kenki Saegusa, remake del più famoso Rashomon di Akira Kurosawa.
In pochi anni la sua carriera cinematografica è decollata. La doppia origine cinese e giapponese, più il fatto di conoscere 5 lingue (cinese, cantonese, taiwanese, giapponese e inglese), sono fattori che lo hanno aiutato a riscuotere successo in tutto il continente asiatico. Nonostante il suo successo, in Italia sono arrivati pochissimi dei suoi film. 
Kaneshiro ha anche intrapreso una carriera di cantante, pubblicando album in cantonese e mandarino a partire dai primi anni Novanta.
Nel 2001 ha dato la propria voce nel videogioco Onimusha: Warlords, il cui personaggio principale è stato disegnato coi tratti dell'attore. In seguito è stato doppiatore anche in altri titoli della serie Onimusha.

## Vita privata
Kaneshiro tiene molto alla propria vita personale, cosicché insieme a lui è divenuta famosa anche la sua costante riservatezza: ben poco si sa, quindi, sulla sua vita fuori dai set cinematografici.

## Filmografia parziale

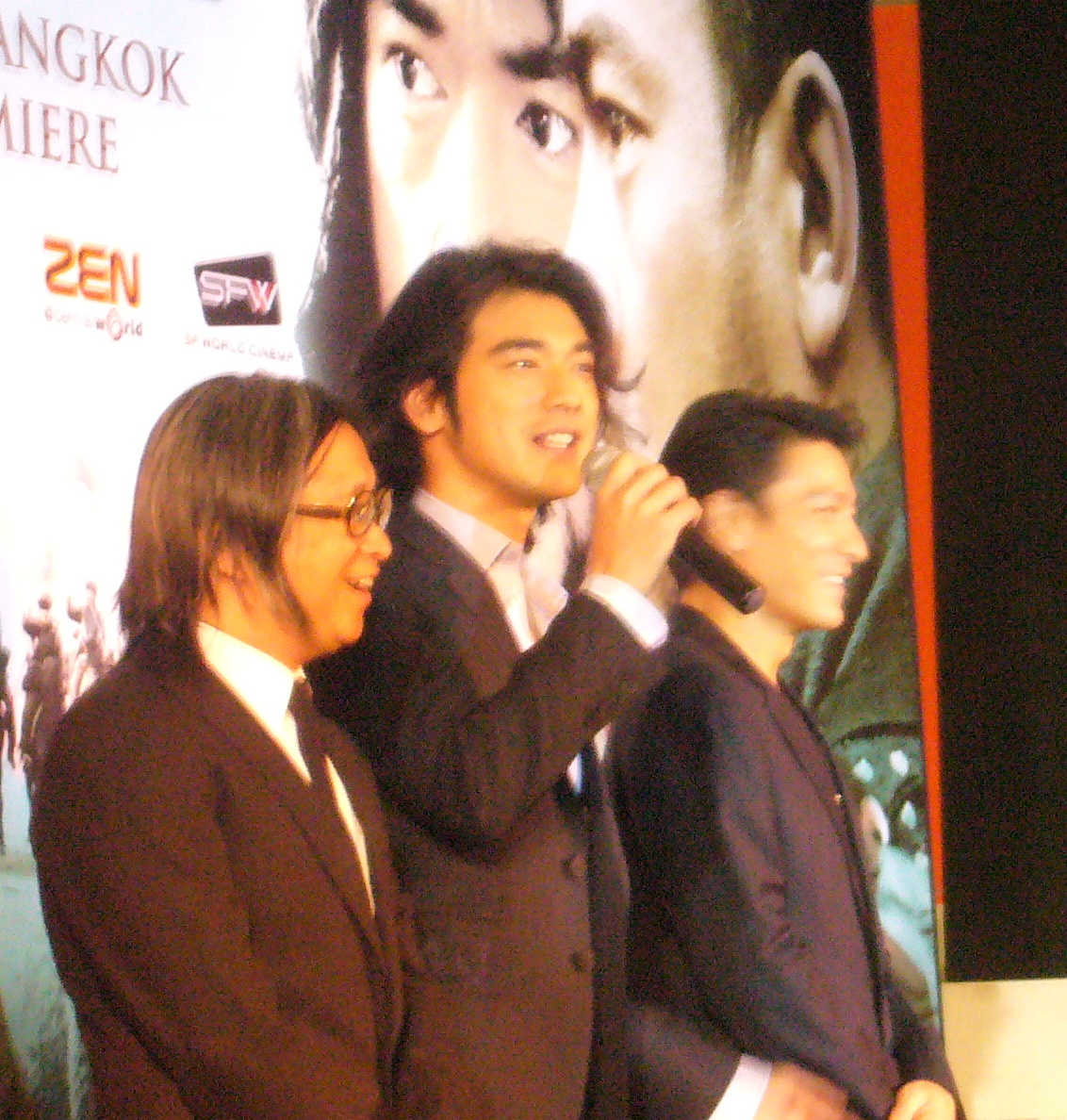
Takeshi Kaneshiro (al centro) nel 2007

- Ren yu chuan shuo, regia di Norman Law (1994)
- Hong Kong Express (Chung hing sam lam), regia di Wong Kar-wai (1994)
- Angeli perduti (Duo luo tian shi), regia di Wong Kar-wai (1995)
- Si ge bu ping fan de shao nian, regia di Yen-Ping Chu (1995)
- Dr. Wai (Mo him wong), regia di Siu-Tung Ching (1996)
- Returner - Il futuro potrebbe essere storia (Ritaanaa), regia di Takashi Yamazaki (2002)
- La foresta dei pugnali volanti (Shi mian mai fu), regia di Zhang Yimou (2004)
- Confession of Pain - L'ombra del passato (Shang cheng), regia di Andrew Lau e Alan Mak (2006)
- The Warlords - La battaglia dei tre guerrieri (Tau Ming Chong Aka), regia di Peter Chan (2007)
- K-20: Legend of the Mask (K-20: Kaijin nijû mensô den), regia di Shimako Satō (2008)
- La battaglia dei tre regni (Red Cliff), regia di John Woo (2008)
- Dragon (Wu Xia), regia di Peter Chan (2011)

## Doppiaggio

### Film
- Tarzan (1999), voce di Tarzan

### Videogiochi
- Onimusha: Warlords (2001), voce di Samanosuke Akechi
- Onimusha: Blade Warriors (2003), voce di Samanosuke Akechi
- Onimusha 3 (2004), voce di Samanosuke Akechi
- Onimusha: Warlords HD (2019), voce di Samanosuke Akechi

## Doppiatori italiani
- Massimiliano Manfredi in Returner - Il futuro potrebbe essere storia, La battaglia dei tre regni
- Francesco Bulckaen in Hong Kong Express
- Loris Loddi in Angeli perduti
- Fabrizio Manfredi in Dr. Wai
- Francesco Pezzulli in La foresta dei pugnali volanti
- Andrea Ward in Confession of Pain - L'ombra del passato
- Fabrizio Picconi in The Warlords - La battaglia dei tre guerrieri
- Alessandro Quarta in Dragon